# Британский королевский поезд
Британский королевский поезд (англ. British Royal Train) — специальный поезд, предназначенный для перевозки высокопоставленных членов британской королевской семьи и связанного с ними персонала Королевского двора по железнодорожной сети Великобритании. Он принадлежит, обслуживается и эксплуатируется компанией DB Cargo UK.
Герцог и герцогиня Кембриджские путешествовали на Королевском поезде в декабре 2020 года, чтобы поблагодарить британских медработников за их экстраординарные усилия в борьбе с пандемией COVID-19.

## Исторический обзор

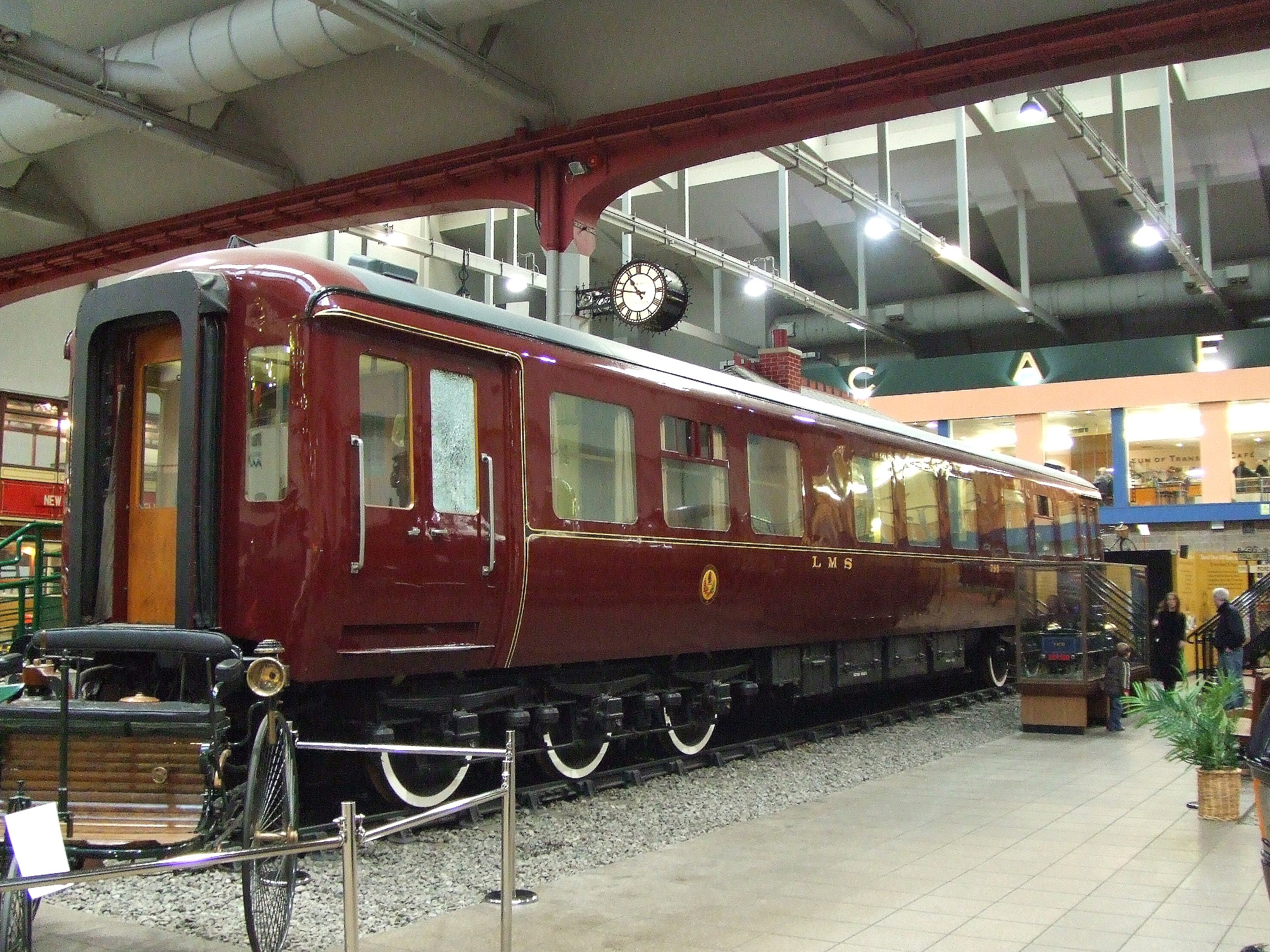
Вагон-салон короля Георга VI — LMS № 798 (6731093719)

Первым членом британской королевской семьи, путешествовавшим на поезде, была вдовствующая королева Аделаида, которая 22 июля 1840 года села на поезд по маршруту из Ноттингема в Лидс.
Королева Виктория стала первым британским монархом, совершившим поездку на поезде 13 июня 1842 года по Большой Западной железной дороге (GWR) между лондонским Паддингтоном и Виндзором до Виндзорского замка. Поезд перевозил королеву из Слау в лондонский Паддингтон, его вёл локомотив «Флегетон», под управлением машиниста Дэниела Гуча и Изамбарда Кингдома Брюнеля.
По словам историка Кейт Уильямс, королева «считала путешествие по стране своим долгом, в то время как монархи раньше так не думали».
Первый вагон, построенный исключительно для члена британской королевской семьи, был создан в 1842 году железной дорогой Лондон — Бирмингем для королевы Аделаиды. Этот вагон в настоящее время выставлен в экспозиции Национального железнодорожного музея в Йорке.
В 1869 году королева Виктория заказала пару вагонов Лондонской и Северо-Западной железной дорогам за 1800 фунтов стерлингов (177 000 фунтов стерлингов по курсу 2021 года). В 1874 году GWR построила новый королевский вагон-салон на своем заводе в Суиндоне под руководством Джозефа Армстронга. Его длина составила 43 фута (13 м). В 1877 году Лондонская и Юго-Западная железные дороги построили королевский вагон-салон 50 футов (15 м) длиной в мастерской компании в Nine Elms. в 1897 году они отметили Бриллиантовый юбилей королевы Виктории, предоставив новый королевский поезд из шести вагонов. До сих пор железнодорожные компании предоставляли специальные салонные вагоны, но регулярного королевского поезда не было, пока не был построен этот. Он заменил вагон GWR 1874 года выпуска, который был переоборудован и удлинён до 53,5 футов (16,3 м).
К 1890-м годам поезд королевы был оснащен электрическим освещением и туалетом. Почти через шестьдесят лет после первой поездки, в 1901 году, гроб королевы Виктории был доставлен на вокзал Паддингтон и перевезен на королевском поезде в Виндзор, где она похоронена.
В 1902 году её сын король Эдуард VII заказал новые королевские вагоны-салоны для Лондонской и Северо-Западной железной дорог, которые были построены на заводе в Вулвертоне под руководством К. А. Парка. Были предусмотрены два салона: один для короля, другой для королевы. Внутренняя отделка была выполнена компанией S.J. Waring and Sons. В королевском поезде была курительная комната из красного дерева со вставками из розового дерева и атласа, дневное отделение в колониальном стиле, отделанное белой эмалью. В вагонах имелось электрическое отопление. Эти вагоны сейчас хранятся в Национальном железнодорожном музее в Йорке.
В 1908 году Большая Северная железная дорога и Северо-Восточная железная дорога совместно предоставили два новых вагона-салона и тормозной вагон для использования на своих линиях. Король Эдуард VII впервые воспользовался этим поездом 7 сентября 1908 года для поездки на железнодорожный вокзал Оллертон, когда посещал аббатство Раффорд, чтобы остаться с лордом и леди Сэвил на скачках в Донкастере. В 1912 году Мидлендская железная дорога предоставила королевский поезд для короля Георга V. Он был построен в мастерских компании в Дерби под руководством Д. Бейна, управляющего работами, и оснащен оборудованием производства фирмы Waring & Gillow. Поезд был пронумерован в 1910 году в ознаменование восшествия на престол короля и впервые использовался в июле 1912 года, когда король и королева путешествовали из Йоркшира в Лондон. Железнодорожная компания Мидленда также предоставила вагон-ресторан, который при необходимости можно было присоединить к салону.
До раздела Ирландии в 1921 году королевские поезда иногда использовались для британской королевской семьи, когда Ирландия находилась под британским правлением. В 1897 году Великая Северная железная дорога предоставила новый королевский поезд из шести вагонов, включающий салон-гостиную, салон-столовую, вагон первого класса, составную карету и два фургона. Он был построен в их собственных мастерских и впервые использовался во время визита герцога и герцогини Йоркских в сентябре 1897 года и поездки из Банагера в Клару по путям Великой Южной и Западной железной дороги. Это использование королевского поезда продолжалось в Северной Ирландии до последнего королевского поезда, который прибыл туда в 1950-х годах.
Великая Западная железная дорога отказалась от своих старых королевских салонов 1897 года постройки в 1930-е годы и при необходимости заимствовала инвентарь у LMS.
В 1941 году LMS построила три бронированных салона с сейфами для документов для короля Георга VI, который путешествовал по частям Англии, подвергавшимся бомбардировкам во время Второй мировой войны. В ту эпоху существование Королевского поезда все еще оставалось государственной тайной.
Вскоре после войны броневая обшивка была снята. Новые салоны были предоставлены королевской семьей для их поезда. Два из этих автомобилей сохранились до наших дней. После образования Британских железных дорог в 1948 году отдельные регионы продолжали обслуживать королевские железнодорожные вагоны входящих в их состав железнодорожных компаний. Единый «Королевский поезд» был сформирован в 1977 году в ответ на требования Серебряного юбилея Елизаветы II. В последние годы королевская семья также стала чаще ездить на обычных служебных поездах, чтобы минимизировать расходы. Нынешний Королевский поезд королеве Елизавете подарили в 1977 году, вагоны которого были выкрашены в «насыщенный бордовый цвет, известный как Королевский кларет». С тех пор интерьеры были модернизированы; некоторые функции обеспечивают большую безопасность для их обитателей. В настоящее время поезд состоит из девяти вагонов, семь из которых имеют конструкцию British Rail Mark 3, включая два, которые были построены для прототипа поезда HST. Не все из них используются для формирования поезда, поскольку разные транспортные средства имеют определенные цели.
В отчете за 2020 год говорится, что они включают в себя гостиную для королевы, еще одну для принца Филиппа, а также вагоны, которые служат спальнями, ванными комнатами, вагоном-рестораном, кушеткой и так далее. В личном вагоне королевы есть «ванная комната с полноразмерной ванной». Для персонала также предоставляются вагоны, включая спальные помещения.
Два локомотива предназначены для использования в поезде, а третий имеется в наличии. Все они окрашены в бордовую ливрею королевского двора, но используются для других перевозок, когда не сопровождают королевский поезд. В отчете за 2020 год говорилось, что локомотивы класса 67 используют «биотопливо, изготовленное из отработанного растительного масла».
Экипажи могут использоваться для других глав государств, но они не могут быть наняты частными пользователями. Он использовался для доставки официальных лиц на 24-й саммит «Большой восьмерки» в мае 1998 года. Когда поезд не используется, он хранится на заводе Wolverton Works, где его обслуживает DB Cargo UK.
В рамках приватизации компании British Rail право собственности над поездом перешло к корпорации Railtrack. В настоящее время он принадлежит Network Rail.
Машинисты королевских поездов специально отбираются на основе их навыков, включая способность останавливаться на станции в пределах шести дюймов от назначенного места.

## Инциденты
За многолетнюю историю использования Королевского поезда с ним был связан ряд инцидентов. В частности, 10 октября 1881 года у поезда, перевозившего принца и принцессу Уэльских и принцессу Луизу из Баллатера в Абердин, лопнула шина с одного из колес тендера.
21 июня 1898 года Дэвид Фенвик, машинист паровоза, погиб во время движения Королевского поезда между Абердином и Пертом. Следствие установило, что он забрался на угольный тендер, чтобы попытаться решить возникшую ранее проблему с коммуникационным шнуром, и был убит при столкновения с мостом.
В июне 2000 года сотрудник Отдела защиты королевской семьи (SO14) случайно разрядил свой 9-мм автоматический пистолет марки «Glock», когда поезд был остановлен на ночлег в Южном Уэльсе. И королева, и принц Филипп в то время находились на борту, но выстрел их не потревожил, и они узнали об этом случае только на следующее утро, когда их уведомил персонал.

## Королевский поезд в культуре
В ноябре 2020 года американский телеканал PBS выпустил в эфир двухсерийный сериал «Секреты королевских путешествий», первый эпизод которого посвящен Королевскому поезду и его истории.